# 山口勇子
山口 勇子（やまぐち ゆうこ、1916年10月22日 - 2000年1月3日）は、日本の児童文学作家、小説家。
原水爆禁止日本協議会理事、日本民主主義文学同盟の副議長もつとめた。

## 経歴
広島県広島市出身。広島女学院専門学校中退。広島にて被爆した体験をもとにした文学作品を発表する。
1982年（昭和57年）に長編小説『荒れ地野ばら』にて第14回多喜二・百合子賞を受賞する。
創作活動の傍ら、原水爆禁止日本協議会代表理事となり反核運動に取り組む。東京上野恩賜公園のモニュメント「原爆の火」設立の発起人にもなった。

## 著書

### 児童向け
- 『スカーフは青だ』（新日本出版社） 1969
- 『かあさんの野菊』（新日本出版社） 1974
- 『絵本 おこりじぞう』（四国五郎画、金の星社） 1979　ISBN 978-4323002378
- 『人形マリー』（新日本出版社） 1980
- 『おこりじぞう』（新日本出版社） 1982
- 『ヒロシマの火』（新日本おはなし文庫） 1988

### 一般向け
- 『荒れ地野ばら』（新日本出版社） 1981
- 『みずき芽吹くとき』（新日本出版社） 1984
- 『海はるか』（新日本出版社） 1988
- 『にんげんの鎖』全2巻（新日本出版社） 1989

### 共著
- 『短編集 真夏日に撃たれて』（原爆と文学の会編、日曜舎） 1995
- 『短編集 竹筒に花はなくとも』（原爆と文学の会編、日曜舎） 1997